# Abūzeydābād
Abūzeydābād (persiska: ابوزید آباد) är en ort i Iran.   Den ligger i provinsen Esfahan, i den centrala delen av landet, 200 km söder om huvudstaden Teheran. Abūzeydābād ligger 941 meter över havet och antalet invånare är 5 160.
Terrängen runt Abūzeydābād är platt. Runt Abūzeydābād är det ganska glesbefolkat, med 23 invånare per kvadratkilometer. Det finns inga andra samhällen i närheten. Trakten runt Abūzeydābād är ofruktbar med lite eller ingen växtlighet.